# Costa Teguise
Costa Teguise är en ort i Spanien.   Den ligger i provinsen Provincia de Las Palmas och regionen Kanarieöarna, i den sydvästra delen av landet, 1 600 km sydväst om huvudstaden Madrid. Costa Teguise ligger 28 meter över havet och antalet invånare är 7 629. Den ligger på ön Lanzarote.
Terrängen runt Costa Teguise är varierad. Havet är nära Costa Teguise åt sydost. Närmaste större samhälle är Arrecife, 6,1 km sydväst om Costa Teguise. 